# میریستولئیک اسید
میریستولئیک اسید (به انگلیسی: Myristoleic acid) با فرمول شیمیایی C۱۴H۲۶O۲ یک ترکیب شیمیایی با شناسه پاب‌کم ۵۲۸۱۱۱۹ است. که جرم مولی آن ۲۲۶٫۳۶ g/mol می‌باشد. 